# Nada Abbas
Nada Abbas (* 28. Mai 2000 in Kairo) ist eine ägyptische Squashspielerin.

## Karriere
Nada Abbas begann ihrer Karriere im Jahr 2015 und gewann bislang vier Titel auf der PSA World Tour. Den ersten Titelgewinn feierte sie im April 2016, noch vor ihrem 16. Geburtstag. Ihre beste Platzierung in der Weltrangliste erreichte sie mit Rang zwölf im Juni 2022.

## Erfolge
- Gewonnene PSA-Titel: 4